# 카불 함락 (2021년)
카불 함락은 2021년 5월에 시작된 탈레반의 군사 공격으로 2021년 8월 15일 탈레반이 아프가니스탄의 수도 카불을 함락한 사건이다. 현지 시간으로 오후 11시경 아슈라프 가니 아프가니스탄 대통령은 본인이 유혈 전투를 피하기 위해 도피했으며 "탈레반이 칼과 총의 심판으로 승리했다."고 페이스북에 글을 올렸다.
이번 함락은 2020년 2월 29일부터 2021년 8월 31일까지 진행이 예정된 미군 철수 도중에 이루어졌으며, 아슈라프 가니가 카불을 떠난 지 몇 시간 후에 바로 함락되었다.
조 바이든 행정부가 2021년 8월까지 미군 철수를 진행하는 도중, 탈레반은 8월 14일 밤까지 카불 이외의 아프가니스탄 대도시들을 함락시키며 빠른 속도로 카불을 향해 진격했다.
8월 15일, 탈레반은 카불을 포위했다는 성명을 발표함과 동시에, "무력으로 카불을 점령할 계획이 없다."는 입장을 밝혔다. 탈레반 대변인은 트위터를 통해 조직원들에게 카불 관문에서 대기하고, 입성하지 말 것을 지시했다고 밝혔다.

## 카불 점령
2021년 5월 미국의 아프가니스탄 철수와 동시에 탈레반은 광범위한 공격을 시작했다.
전국적인 패배를 겪은 아프가니스탄 국군은 총체적으로 붕괴되기 시작했고, 8월 중순에는 카불에 주둔한 201군단과 111사단만이 부대를 유지하고 있었다.
카불은 탈레반이 미타르람, 샤라나, 가르데즈, 아사다바드와 카불 동부 지역을 점령하면서 포위되면서 카불의 함락은 점차 현실로 다가오기 시작했다.
8월 15일, 탈레반 측은 카불로의 진격을 중지하고, 카불 시민들은 탈레반 병사들이 지도부의 공식 성명에도 불구하고 도시 지역으로 진입하고 있다고 언급했다.
탈레반은 아프가니스탄에서 가장 큰 규모의 교도소인 폴에르차키 감옥을 점령하고 아프가니스탄 정부가 수감하고 있던 ISIS와 알카에다 무장 세력을 포함한 모든 수감자를 석방했다. 7월 1일 미국이 아프가니스탄 정부에게 양도한 바그람 비행기지도 함락되었다. 탈레반 반군은 도시 여러 곳에 탈레반기를 게양하고, 일부 경찰들에게 지니고 있는 무기를 넘길 것을 요구했다.
최소 22대의 아프가니스탄 공군기와 24대의 헬리콥터가 585명의 아프가니스탄 국군을 태우고 우즈베키스탄으로 도주했다. 100명이 넘는 아프가니스탄 병력을 태운 아프가니스탄 군용기 2대는 타지키스탄 보크타르에 착륙했다.
아프가니스탄 내무부는 아슈라프 가니 아프가니스탄 대통령이 사임하기로 결정했으며, 탈레반이 주도하는 과도 정부가 구성될 것임을 밝혔다.이후 전투는 소강상태를 보인다. 11:17 (CET 기준)탈레반 측 협상단이 정권 이양을 협상하기 위해 대통령궁에 도착하였다고 알려졌다. 아프가니스탄 정부는 카불의 평화적인 항복 의사가 있음을 내비치고, 시민들에게 동요하지 말 것을 촉구했다.
이날 늦게 아프가니스탄과 인도 언론은 야슈라프 가니 대통령은 부통령 암룰라 살레와 함께 아프가니스탄을 떠나 타지키스탄으로 이동하였다고 보도했다. 아프간 대통령 관저인 아르그(Arg)에서 헬리콥터를 이용해 대피한 것으로 알려졌다. 현지시간 오후 8시 55분, 탈레반은 가니 대통령이 비운 아르그를 점령하였음을 발표한다. 알자지라 취재진은 이후 아르그에 들어가 탈레반 민병대와 인터뷰를 진행하였다.
이후 현지시간 오후 9시 12분 경, 탈레반이 아르그에서 아프가니스탄 이슬람 에미리트를 선포할 것으로 알려지면서 1996년부터 2001년의 탈레반 정권으로의 회귀가 기정 사실화되었다.
현지 시각 오후 11시 경, 가니 대통령은 "피비린내 나는 전투를 피해 도망쳤다."고 밝히며 "탈레반이 칼과 총의 힘으로 승리했다."는 글을 페이스북에 게재한다.

## 카불 공항 대피
탈레반이 아프가니스탄 국경을 장악하면서 카불 국제공항이 아프가니스탄을 빠져나가는 유일한 탈출 경로가 되었다.
8월 12일, 헤라트가 함락된 뒤 미국과 영국은 연합군과 함께 근무한 자국민과 대사관 직원, 아프가니스탄 시민들을 보호하고 공수 작전을 지원하기 위해 각각 3000명과 600명을 파견할 것임을 밝혔다. 이들은 24시간에서 48시간 내에 배치될 것이며, 2021년 8월까지 예정된 철수는 차질 없이 진행될 것이라고 밝혔다. 미국은 "Operation Allies Refuge", 영국은 "Operation Pitting"이라는 이름으로 이들의 철수 작전을 진행 중이다.
8월 13일, 미국 국무부는 "대사관 혹은 기관 로고가 있는 물품, 미국 국기 또는 선전 활동에 악용될 수 있는 물품"을 파기할 것을 명시한 공문서를 대사관 직원에게 발송했다. 대사관의 기밀 문서와 여타 민감한 자료들이 파기되면서 검은 연기들이 미국 대사관에서 피어오르는 모습이 관측되었다. 파기된 문서 중에는 미국 비자를 신청한 아프가니스탄 시민들의 여권도 포함되어 있었던 것으로 알려졌다.
탈레반이 수도를 점령하고 아프간 정부가 해체되면서 시민들이 카불 공항으로 몰리면서 혼란스러운 상황이 전개되었다. 이들중 수백명은 비행기를 타기 위해 경계벽을 넘어 활주로로 진입했다. 미군은 군중을 통제하기 위해 저공으로 헬리콥터를 비행시키는 한편, 연막탄을 배치하고, 경고 사격을 가해 강제로 비행기에 탑승하려는 사람들을 해산시켰다.
수백명이 이륙하는 미군의 보잉 C-17 글로브마스터 III 따라 양 옆에서 나란히 달려나가는 한편, 일부 사람들은 항공기 동체에 매달리고 있는 것이 목격되었다. 이들 중 최소 2명은 이륙후 항공기에서 추락한 것으로 알려졌다. 이후 보잉 C-17 글로브마스터 III의 착륙 장치에서 또 다른 시신이 발견되었다는 소식이 전해졌다.
카불 국제공항 여객 터미널 인근 지상에서는 여성을 포함한 3구의 시신이 발견되었는데, 일부 소식통들은 이들이 몰려가는 과정에서 압사했을 가능성이 있다고 추측하지만 아직 명확한 사인이 발견되지는 않았다. 미 국방부는 탈출 과정에서 7명의 사망자를 확인했는데, 이 중에는 미 해병대에 접근하다 사살된 무장 인원 2명이 포함되어 있다고 밝혔다.
현지시각 오후 8시 30분 경 미국 대사관에 화재가 발생했다는 보도가 나왔다. 대사관은 해당 지역에 있는 미국 시민권자들에게 대피할 것을 촉구했다.국무부 장관은 미군이 공항의 경비와 항공 관제를 인수받음에 따라 미국 대사관을 공항 내부로 이전할 것이라 밝혔다.
독일 정부는 공수부대와 함께 A400M 수송기를 파견해 대사관을 철수할 계획을 발표했다.
이탈리아 정부는 대사관 직원과 30명의 아프가니스탄 직원 가족을 카라비니에리의 경호 하에 카불 국제공항으로 이송하여 대피 준비를 하는 것으로 알려졌다.
탈레반이 카불을 포위하고 시가지에 진입하기 시작하자 미군의 CH-47 치누크, UH-60 블랙 호크, CH-46 시나이트 헬기가 미국 대사관에 착륙하여 미국 대사관 직원을 대피시키는 모습이 포작되었다. 대사관 직원과 함께 미군과 일부 NATO군은 카불에 남아 있었다. 미국 정부는 피난작전을 용이하게 하기 위하여 카불에 주둔하는 병력을 6,000명으로 증파했다.
에미레이트 항공의 카불행 항공편은 두바이로 회항하였고, 플라이두바이는 8월 16일 카불행 항공편의 중단을 알렸다.8월 16일까지 다른 항공사들도 카불행 항공편 운항 중단을 발표했다. 아프가니스탄 민간 항공국은 카불 영공 통제가 군에게 이양되었음을 알리고, 항공기 노선 변경을 권고했다. 따라서, 민간 항공사들은 아프가니스탄 영공을 우회하는 항로 조정에 나선 것으로 알려졌다.
8월 16일 미국 국방부는 미 중부 사령부 사령관인 케네스 F. 멕켄지 주니어 장군이 카타르에서 탈레반 지도자와 접촉하여 미국인 탈출 항공편이 제한 없이 이루어지는데 허용한다는 점에 동의를 받아 낸 것으로 알려졌다.
8월 18일, 호주군에서 근무하던 아프가니스탄 통역사가 공항으로 가는 길목의 검문소를 통과하다 탈레반에게 다리에 총상을 입었다는 소식이 알려졌다. 같은날, 호주군의 첫번째 탈출 항공편은 120명 이상이 탑승 가능함에도 26명만이 탑승한 채 공항을 떠난 것으로 알려졌다.전날 출발한 독일인의 대피 항공편도 고작 7명만이 탑승한 채 이륙했다.

## 반응

### 대한민국

#### 대한민국 정부
- 박경미 청와대 대변인은 문재인 대통령이 16일 관계 당국에 "아프가니스탄에 잔류한 공관원과 우리 교민들을 마지막 한 분까지 안전하게 철수할 수 있도록 최선을 다하라"고 지시했다고 밝혔다.[20]
- 대한민국 정부 차원에서 아프가니스탄 패망, 혹은 카불 함락에 대한 공식 논평은 현재까지 존재하지 않는다.

### 각국 정부
- 러시아 : 카불 주재 러시아 대사관은 탈레반 대변인이 대사관 안전을 보장하여 대사관을 철수하거나 폐쇄하는 일은 없을 것이라고 밝혔다.[21] 러시아 정부는 상황을 논의하기 위한 긴급 유엔 안전보장이사회 회의를 개최하기 위한 회담이 진행 중임을 밝혔다.
- 미국 : 조 바이든 대통령은 미국 현지시간 백악관에서 대국민 성명을 통해 아프간 철수 결정 자체에는 문제가 없었음을 밝혔다. 20년간의 미국 지원을 받아왔음에도 미군 철수 이후 탈레반에 아프간이 장악된 것이 이 근거라고 밝혔다.[22]
- 영국 : 보리스 존슨 총리는 상황을 논의하기 위해 의회를 소집할 것이라 밝혔다. 8월 18일, 영국 정부는 향후 2만명 규모의 아프가니스탄 난민을 수용할 계획을 가지고 있음을 밝혔다.[23]

### 저명 인사
- 미하일 고르바초프는 러시아 RIA 통신과의 인터뷰에서 "나토와 미국은 실패를 일찍 인정했어야 한다."고 밝히며, 과장된 위협과 그릇된 지정학적 설계에 기반한 아프가니스탄에서의 군사 작전은 실패했다고 주장했다.[24]
- 퇴역 호주 장성인 크리스 베리 제독은 "너무 늦게 철수를 시작했다."고 철수작전 준비를 비판하며, 탈레반으로부터의 보복을 예견했다.[25]

국제 테러조직
- 하마스, 팔레스타인 이슬람 지하드 : 탈레반의 외세의 점령 종식을 선언을 축하하고 이스라엘에 대한 저항과 미국이 이끄는 아프가니스탄에 대한 탈레반의 투쟁을 비교했습니다.
- 이라크 레반트 이슬람국, 알카에다 연계 시리아, 소말리아, 예멘, 기타 지역 : IS의 일부 지부는 탈레반을 축하하였으며, 시리아의 타흐리르 알샴은 탈레반을 축하하였으며, 알카에다의 알카에다 이슬람 마그레브 지부, 알카에다 아라비아반도 지부도 탈레반을 축하하였으며, 알샤바브 (소말리아)는 탈레반을 축전하고 소말리아 정부군과 전투에 비교했다.
- 자에시 e 모하메드, 라쉬카르 e 탈레바, 파키스탄 탈레반 운동 : 이들 또한 탈레반을 축하하였다.

## 여파

### 민간인
현지인, 특히 여성들은 탈레반 정권의 회복을 경계하고 두려워 하고 있으며, 일부는 가니 정부와 NATO에 의해 버림받고 배신당했다 이야기 하고 있다.
카불 시내는 공항으로 향하는 시민들로 심각한 정체 현상이 나타났고, 일부는 걸어서 이동하기 위해 차를 버리고 가기도 했다. 공항과 외국 대사관저 밖에서는 비자를 발급받거나 항공기를 탑승하기를 바라는 주민들이 무더위 속에서 기다랗게 줄을 지어 대기하는 모습이 포착되었다.
아프가니스탄 정부와 국제기구에 협력한 주민들은 탈레반의 표적이 되는 것을 막기 위해 신분증을 파기했다고 언급했으며, 공항으로 피난을 간 주민들 대부분은 신분증을 소지하지 않은 상태이다.
탈레반이 카불을 점령함에 따라 부르카 가격이 200아프간(한국 원화 3000원 상당)에서 3000아프간(한국 원화 4만 4천원 상당)으로 10배 이상 폭등한 것으로 알려졌다. 한 카불 여성은 가디언과의 인터뷰에서 여학생들이 대학교 기숙사에서 대피했으며 도시 전역에서 대학 교육을 받은 여성들이 졸업장을 숨기고 있다고 밝혔다. 도시 상점들은 여성이 등장하는 광고를 지우는 것으로 알려졌다.
시민들은 식료품 가격이 크게 뛰었다고 밝히고 있다. 카불의 많은 기업인들이 탈출 자금을 마련하기 위해 주식을 청산하려 시도하고 있는 것으로 알려졌다.
카불이 함락된 날, 아프가니스탄 국립박물관은 페이스북에 "박물관 유물과 박물관 직원의 안전에 큰 우려"를 표하는 성명을 게시했다.
함락으로부터 1일 뒤인 8월 16일에는 공항으로 가는 길을 제외하고 도시 거리 대부분의 인적이 끊긴 것으로 알려졌다. 한편, 탈레반이 깃발과 무기를 든 채 카불의 랜드마크에서 셀카를 찍는 모습이 포착되기도 했다.

### 난민
일부는 카불과 아프가니스탄 붕괴 이후 탈레반의 지배로부터 탈출하려는 난민이 급증할 것으로 예상했으며, 세계 각국은 아프가니스탄 패망 이후 대규모 난민을 수용할 계획을 발표했다.미국 정부측에서 일했던 30만명 이상의 아프간 민간인들이 탈레반 보복 위험에 노출 된 것으로 알려져 있다. 영국 정부는 8월 17일 여성, 어린이, 소수 민족을 우선으로 하는 2만명의 아프간 난민을 위한 예산을 수립할 것임을 발표했다. 필리핀도 아프가니스탄 난민 수용에 대해 기꺼이 수용하겠다는 입장을 나타냈다.

### 저항
8월 17일 카불에서 여성의 평등을 요구하는 소규모 시위가 열렸다.

## 같이 보기
- 사이공 함락